# 부산시 정
부산시 정은 대한민국의 옛 국회의원 선거구이다. 당시 경상남도 부산시의 일부 지역을 관할했다.

## 역사
1950년 대한민국 제2대 국회의원 선거를 앞두고 부산부 병 선거구를 개편하여 부산시 정 선거구가 신설되었다. 
1957년 1월, 부산시에 구제가 실시되었다. 이에 부산시 정에 해당하는 지역에 서구가 신설되었다. 이로 인해 1958년에 실시된 대한민국 제4대 국회의원 선거를 앞두고 부산시 서구 갑과 부산시 서구 을 선거구로 분리되면서 폐지되었다.

## 역대 국회의원
| 선거   | 정당 | 정당   | 의원   |
| ------ | ---- | ------ | ------ |
| 1950년 |      | 무소속 | 정기원 |
| 1954년 |      | 무소속 | 김동욱 |

## 역대 선거 결과

### 대한민국 제2대 국회의원 선거
|  | 23.78% |

|  | 17.63% |

|  | 16.66% |

|  | 11.53% |

|  | 10.08% |

|  | 5.15% |

|  | 4.22% |

|  | 3.85% |

|  | 3.36% |

|  | 1.90% |

|  | 1.78% |

|  | 0% |

### 대한민국 제3대 국회의원 선거
|  | 26.04% |

|  | 25.58% |

|  | 24.68% |

|  | 6.99% |

|  | 6.23% |

|  | 2.57% |

|  | 2.56% |

|  | 2.53% |

|  | 1.41% |

|  | 1.36% |